# Ateneu (metge)
Ateneu (en llatí Athenaeus, en grec antic Ἀθήναιος) va ser un metge grec que va fundar la secta del pneumàtics. Segons Galè era nascut a Cilícia, a la ciutat d'Atalea, i segons Celi Aurelià a Tars, també a Cilícia, i possiblement aquesta versió és la més probable. Es desconeix el temps exacte en què va viure, però com que Agàtinos va ser un dels seus deixebles hauria viscut al segle i. Era mestre també de Teodor i va exercir la medicina a Roma amb gran èxit. No es coneixen detalls de la seva vida.
Va escriure un voluminós llibre del que el volum 24è és esmentat per Galè i el 25è per Oribasi, que n'ha conservat alguns fragments.